# Colonia de Jortytsia
La colonia de Jórtytsia, más conocida como Colonia Chortitza (alemán: Kolonie Chortitza) fue el primer asentamiento de menonitas —conocidos desde entonces como menonitas de Rusia— en la región de Nueva Rusia. Estaba ubicado al noroeste de la isla de Jortytsia (hoy parte de la ciudad de Zaporizhia, Ucrania). A nivel administrativo, fue un vólost de la Gobernación de Yekaterinoslav que el Imperio ruso destinó para la colonización menonita. Chortitza a menudo es referida como la "Vieja Colonia" de los menonitas de Rusia (alemán: Altkolonie). La expresión "Menonitas de la Vieja Colonia" (alemán: Altkolonier-Mennoniten) es usada en referencia los menonitas que descienden de los pobladores de Chortitza. Esta rama es la más conservadora entre los menonitas de Rusia.
Chortitza fue fundada en 1789 por colonos menonitas hablantes de plautdietsch, los cuales habían vivido en el delta del río Vístula, en Prusia Occidental, desde el siglo XVI. Antes de eso, habían salido desde los Países Bajos y el norte de Alemania. 
Tras un siglo viviendo en el Imperio ruso, debido a las políticas de rusificación y servicio militar obligatorio que comenzó a aplicar el gobierno, muchos menonitas emigraron hacia países de las Américas, principalmente Canadá y Estados Unidos (y desde allí, con los años, a varios países de Latinoamérica).
Más tarde, durante la dictadura de Stalin, los alemanes étnicos de Rusia fueron deportados a campos de concentración gulags ubicados en Siberia y Asia, además de ser sometidos a hambrunas forzadas (Holodomor), provocando un genocidio.
Actualmente dicha región está habitada por ucranianos y rusos.

## Precedentes de fondo
Los menonitas holandeses y del norte de Alemania habían vivido en la Prusia Occidental desde mediados del siglo XVI. Debido al rápido crecimiento de la población, la búsqueda de nuevas tierras era una preocupación constante. Cuando la Prusia Occidental se convirtió en parte del Reino de Prusia en 1772 a consecuencia de la primera partición de Polonia, el gobierno prusiano publicó una ley que dificultaba a los menonitas el comprar tierra. Esto motivó a una parte significativa de los menonitas a buscar mejores oportunidades en las ciudades cercanas, Dánzig, en particular.
En la creencia de que la agricultura debía ser la espina dorsal de la economía rusa, Catalina II de Rusia formuló en 1763 un manifiesto invitando a los europeos a labrar y cultivar las tierras agrícolas desocupadas. Aunque las oportunidades de ocupar tierra que abundaban por toda Rusia, las mayores zonas disponibles eran las orillas y cuenca del Río Volga, al sur de Sarátov, razón por la cual a esa zona, además de menonitas, también llegarían otros grupos de alemanes (no menonitas), los que desde entonces serían conocidos como alemanes del Volga. La colonización por no rusos en esa área sirvió como protección contra las hordas tártaras y mongolas invasoras por el este. Los esfuerzos de colonización se intensificaron en 1774 tras la Guerra Ruso-Turca (1768-1774), cuando Grigori Potiomkin fue nombrado gobernador general de la Rusia meridional. Este territorio incluía el recientemente Tratado de ganado con el Sultán Mustafá III del Imperio otomano. 
Los agentes de colonización publicitaron la disponibilidad de tierras a la gente por toda Europa. Uno de estos fue Georg von Trappe, quien visitó a los menonitas de Dánzig en 1786. Las congregaciones menonitas escogieron a dos delegados, Jacob Höppner y Johan Bartsch, a los que von Trappe invitó a ir a Rusia a expensas del gobierno. Partieron en otoño de 1786, zarpando hacia Riga, y viajando a través del campo, hasta el río Dniéper a finales de noviembre de ese año. Desde aquí navegaron río abajo buscando un lugar adecuado. Se entrevistaron con Potiomkin en Kremenchuk y fueron presentados a la zarina Catalina en mayo, ya que ésta estaba inspeccionando los nuevos territorios. Encontraron un lugar adecuado para situar la colonia, y volvieron a casa pasando por San Petersburgo, donde se reunieron con el príncipe coronado Pablo, quien les confirmó las promesas de von Trappe.
Los privilegios especiales incluían garantías de libertad religiosa, eximiéndoles del servicio militar, 70ha (175 acres) de tierra gratuita para cada familia, exención de juramento en los procedimientos legales, posibilidad de crear sus propias escuelas y enseñar en su lengua, el derecho a restringir el establecimiento de tabernas y la posibilidad de producir sus propias bebidas. Estos derechos y privilegios estaban por encima de los que disfrutaban los campesinos comunes rusos. Había restricciones que se aplicaban a todos los colonos, como restricciones en el proselitismo entre los miembros de la Iglesia Ortodoxa Rusa y revocación de prebendas para cualquiera que dejara la colonia o se casara con alguien que no fuera de la misma. La tierra podría ser heredada mientras permaneciera siendo parte del asentamiento. Las granjas no podrían ser subdivididas entre los herederos con la intención de guardar intacto y no degradar el modelo de prácticas de explotación agrícola que era el propósito del gobierno.
A su vuelta, Höppner y Bartsch encontraron que cuatro familias ya habían salido para Riga y que centenares estaban impacientes por emigrar. Las autoridades prusianas, aunque restringían localmente el desarrollo de los asentamientos menonitas, no querían que la riqueza de los menonitas dejara el país, así que sólo las familias más pobres obtuvieron pasaportes.
En toda la región alrededor del mar Negro, simultáneamente florecían las colonias de otros alemanes no menonitas que, desde entonces, serían conocidos como alemanes del mar Negro. Es decir que la llegada de los menonitas a Rusia se produjo como una parte de un fenómeno mayor, impulsado por la voluntad de Rusia de poblar sus territorios con comunidades germanas.

## Colonia

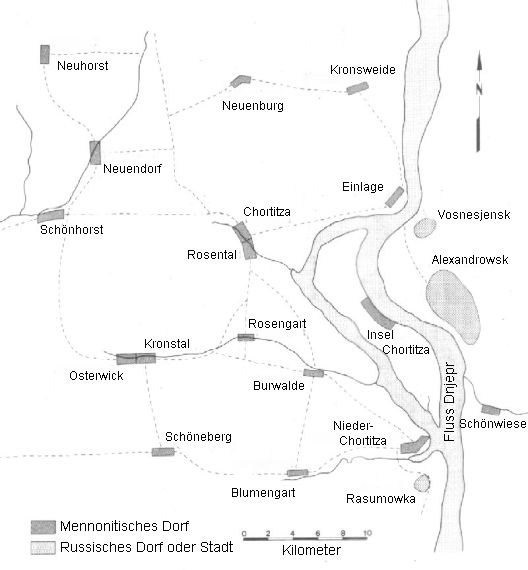
Mapa de los asentamientos de la colonia de Jórtytsia.

Los colonos menonitas, 228 familias en total, se trasladaron al Imperio ruso en otoño de 1787, llegando a Dubrovna (hoy en Bielorrusia) para pasar el invierno de 1788. En los primeros meses de 1789 viajaron Dniéper abajo hasta el lugar del asentamiento, cerca de Jersón, que en estos momentos era un escenario de batalla de las renovadas hostilidades ruso-turcas, por lo que necesitaron un nuevo emplazamiento. Recibieron tierra a orillas del Jortytsia, un pequeño tributario del Dniéper, cerca de Aleksándrovsk (la actual Zaporizhia). Tras las guerras ganadas por el Imperio Ruso, la región se llamó Nueva Rusia (actual Ucrania). 
Los primeros años fueron extremadamente difíciles. Los más prósperos trajeron sus pertenencias en carro mientras que el resto lo hicieron por barcaza. Cuando las barcazas llegaron, encontraron los contenedores saqueados y sus bienes robados o arruinados por la lluvia. De modo similar, los materiales de construcción que habían enviado río abajo fueron robados antes de que llegaran. Muchos de los colonos eran trabajadores urbanos que desconocían por completo cómo desarrollar una granja, y los que eran granjeros vieron cómo sus antiguos métodos no eran adecuados para la estepa.
Las fricciones internas entre los colonos, que tenían como raíz la vieja división que separaba a las ramas frisia y flamenca de la iglesia, se veían reforzadas por la carencia de un jefe pastoral. Los líderes de la Iglesia eran tradicionalmente elegidos de entre miembros clave de la congregación de los cuales se esperaba que sirvieran de por vida a la comunidad como pastores sin pago. Como se suponía que los pastores debían financiarse a sí mismos, eran comúnmente escogidos entre aquellos que eran lo suficientemente prósperos para vivir así. Habiéndoles sido permitido solamente a los más pobres salir de Prusia, no había pastores entre los colonos.
Inicialmente las familias construyeron refugios, cobertizos y tiendas temporales mientras algunos vivían en sus carros. Höppner y Bratsch pudieron construir casas firmes. La tierra fue dividida entre las familias y cada una vivía en su propia tierra. Debido a los forajidos sin ley que actuaban en la región, entendieron que era más práctico agruparse juntos en pueblos de 15 a 30 familias.
Al incrementarse las dificultades, los colonos acusaron a Höppner y Bratsch de haberse quedado con dinero de las ayudas del gobierno para la colonia. Ambos hombres fueron excomulgados de la iglesia flamenca y las autoridades arrestaron a Höppner. Bartsch confesó su mal comportamiento y fue readmitido en la comunidad. Höppner pronto sería liberado de prisión, se trasladó a Aleksándrovsk y se unió a la facción frisona. En 1889 se colocó un monumento en la tumba de Höppner en conmemoración del centenario de la colonia. 
En 1824 eran 8 pueblos los que se organizaron, con Chortitza como centro. Otras 180 familias llegaron en 1897-1898, e hicieron 400 familias. En las siguientes décadas se fundaron los siguientes pueblos: 
| Nombre           | Nombre ruso          | Fundado   |
| ---------------- | -------------------- | --------- |
| Chortitza        | Jórtitsa             | 1789      |
| Einlage          | Kichkas              | 1789      |
| Isla de Jostytsa | Óstrov Jórtitsa      | 1789      |
| Alt-Kronsveide   | Vladímirovka         | 1789      |
| Neuenburg        | Maláshevka           | 1789      |
| Neuendorf        | Shirókoye            | 1789      |
| Rosental         | Kanzerovka           | 1789      |
| Schönhorst       | Vodianaia, Rujaievka | 1789      |
| Schönwiese       | Shenvitse            | 1797      |
| Burwalde         | Baburka              | 1803      |
| Kronsthal        | Dolinsk              | 1809      |
| Kronsgarten      | Polovitsa            | 1809      |
| Osterwick        | Pávlovka             | 1812      |
| Schöneberg       | Smolianaya           | 1816      |
| Blumengart       | Kapustianka          | 1824      |
| Alt Rosengart    | Novoslobodka         | 1824      |
| Neu-Kronsweide   | Vladímirovka         | 1833      |
| Gerhardstal      |                      | 1860      |
| Neu Rosengart    | Shmírino             | 1878-1880 |
| Kronsfeld        | Jútor Udélnensky     | 1880      |
| Mariental        |                      |           |
| Rosenbach        |                      | 1928      |

Cuando la siguiente oleada de menonitas llegó en 1803 a Rusia, pasaron el invierno en Chortitza antes de continuar para formar el asentamiento de Molochansk. El dinero que gastó el grupo mientras estuvo en Chortitza ayudó al desarrollo de la colonia.

## Gobierno local
Las colonias menonitas eran autogobernadas con una pequeña intervención de las autoridades rusas. La administración de los pueblos, la unidad básica de gobierno, estaba dirigida por un magistrado elegido que supervisaba los asuntos del pueblo. Cada pueblo controlaba su propia escuela, caminos, y cuidaba de la gente pobre. Los hombres terratenientes decidían los asuntos locales en asambleas del pueblo.
Todos los pueblos de Jórtytsia formaban un distrito dirigido por un superintendente y una oficina regional que podía administrar castigos físicos y resolver otros problemas que afectaran a los pueblos en común. La seguridad y la protección del fuego se llevaban a nivel regional, así como el combatir la delincuencia y otras cuestiones sociales. Chortitza, al igual que otros asentamientos menonitas, funcionaba como un Estado democrático, disfrutando de libertades mucho mayores que aquellas de las que disfrutaban los campesinos rusos.

## Educación
En un tiempo en el que la educación obligatoria era desconocida en Europa, los menonitas de estas colonias formaron una escuela elemental en cada pueblo. Los estudiantes aprendían habilidades prácticas como leer y escribir alemán o aritmética. La religión y el canto estaban incluidos en muchas escuelas. El profesor solía ser un artesano o pastor, que no estaba preparado para enseñar, y lo que hacía era ocupar el tiempo explicando su ocupación.
La Escuela Central empezó en Chortitza en 1842. Alrededor de 3000 alumnos acudieron a esta escuela, con el 8% de los colonos recibiendo una educación secundaria. Aquellos que querían seguir una educación superior se iban a escuelas a Suiza, Alemania, o a la misma Rusia.

## Colonias hijas
Con el crecimiento de la población, la tierra comenzó a escasear y se tuvieron que empezar a buscar nuevas tierras. En 1864 le alquilaron tierras al príncipe Miguel Nikoláyevich de Rusia para fundar Fürstenland, que en 1911 contaba con 5 pueblos y 1.800 residentes. Borozenko fue fundada en 1865 y en 1915 consistía en 5 pueblos y 600 habitantes. También se fundaron otras colonias como Bergthal (1836), Yazykovo (1869), Nepluyevka (1870), Schlachtin y Baratov (1871), Ignatyevo (1888) y Borissovo (1892).

## Economía
Tarde o temprano se desarrolló una economía y el asentamiento de Chortitza prosperó. En el curso del siglo XIX la población de Chortitza se multiplicó, y se fundaron nuevas colonias hijas a partir de dicha colonia madre. Parte de la colonia emigró a Canadá en 1870. Al ser la primera colonia, Chortitza es conocida como la "Vieja colonia". Así que aquellos que emigraron a Norteamérica a menudo eran conocidos como menonitas de la vieja colonia (alemán: Altkolonier-Mennoniten), siendo más conservadores que la mayoría de los demás menonitas de Rusia en Norteamérica.
El asentamiento recibía ingresos de la tierra comunal y de empresas. Un transbordador público que cruzaba el Dniéper ganaba cada año entre 2.000 y 3.000 rublos, la cabaña de ovejas merinas contaba alrededor de un millar de animales en 1820 y la destilería proporcionaba ingresos a la comunidad. Estos ingresos se utilizaban para diversos fines, como fundar colonias filiales para la creciente población.
El primer revés financiero de la colonia se superó gracias al esfuerzo de habilidosos artesanos. La industria se desarrolló a mediados del siglo XIX, principalmente molinos y producción de maquinaria agrícola y relojes. La creciente población sin tierra encontró trabajo en esas fábricas. Tres grandes fábricas (Lepp y Wallmann, Abram J. Koop, Hildebrand y Pries) y dos más pequeñas producían maquinaria agrícola en Chortitza y Rosental. La maquinaria no era utilizada solo por los menonitas, sino en toda Rusia. Más tarde, las tres fábricas mayores se unieron para producir -después de la Revolución Rusa de 1917- tractores y automóviles bajo la marca Zaporózhets: el negocio fue confiscado a sus antiguos dueños menonitas poco después de 1917 y hoy es parte de AvtoZAZ-Daewoo.

## Anarquía

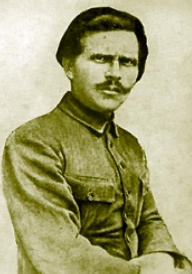
Néstor Majnó.

El largo período de prosperidad fue interrumpido por la Primera Guerra Mundial, que finalizó en la Guerra Civil Rusa, la cual interrumpió la vida de los residentes de Chortitza. Los menonitas sirvieron como médicos militares durante la guerra. Poco tiempo tras la guerra las tropas alemanas ocuparon Ucrania, incluyendo Chortitza. Después del Armisticio de Compiègne a finales de 1918, los soldados alemanes se marcharon. Se formó una línea de defensa entre los pueblos, probablemente con apoyo y armas del ejército alemán. Algunos menonitas sirvieron en esta fuerza, pese a estar tradicionalmente en contra del servicio militar. La guerra civil duró entre 1917 y 1921, hasta que los comunistas lograron el poder. El caos se había apoderado de Ucrania durante este período de constante revolución. El ejército del revolucionario Néstor Majnó tuvo como objetivo las colonias de todos los habitantes de habla alemana (los del mar Negro y los menonitas). Sus habitantes, que con tanto sacrificio habían prosperado, fueron tildados de kuláks, un término despectiva para los "campesinos ricos". Inicialmente los pueblos intentaron protegerse a sí mismos con la línea de defensa, pero fue imposible a partir de una de las alianzas de Majnó con el Ejército Rojo.

## Período soviético y genocidio
Después de que los bolcheviques ganaran el control sobre la región, empezaron a atacar las colonias con saqueos, secuestros y matanzas. La población comenzó a pasar hambre y germinaron las epidemias. Durante ese tiempo, los menonitas empezaron a organizarse para emigrar a Canadá. En 1923 muchos de los más ricos se marcharon con fondos provistos por el Canadian Pacific Railway.
En 1926 el pueblo de Einlage fue abandonado para que pudiera inundarse la presa de la Estación Hidroeléctrica Dniéper. Muchos otros menonitas sufrieron bajo los programas de deskulakización de los años de 1920 y la colectivización de 1930. Las tierras confiscadas se repartieron entre los campesinos que no eran de habla alemana y además eran bolcheviques. En mayo de 1931 estos nuevos habitantes decidieron echar a los terratenientes menonitas restantes. De 1929 a 1940, 1.500 personas, de una población total de 12.000, fueron deportadas a trabajos forzados en campos de concentración gulags ubicados en el norte de Siberia.
Al comenzar la invasión de la Alemania nazi de la URSS en 1941, el gobierno soviético intentó deportar a todos los residentes de Chortitza a Siberia, pero la Wehrmacht alemana avanzó tan rápidamente que el plan no pudo llevarse a cabo. Durante la ocupación alemana, la población se recuperó un poco. En 1943 una parte de la población de habla alemana de la zona del mar Negro pudo ser salvada por el ejército alemán y fue llevada al Reichsgau de Wartheland, ya que la Wehrmacht se retiró de la Unión Soviética al entrar el Ejército Rojo en territorio alemán. El ejército Rojo capturaba a los refugiados (población civil) que intentaban huir de la Unión Soviética para deportarlos a los campos de concentración. Algunos procuraban escapar internándose más en Alemania, pero como ciudadanos soviéticos, eran entregados a éstos por los aliados. Con pocas excepciones, los antiguos residentes de Chortitza fueron deportados a Siberia y Kazajistán. Pocos sobrevivieron, sufriendo el mismo genocidio que el resto de los alemanes de Rusia.

## Dispersión
Después de que se suavizara la restricción a la libertad de viajar en 1956, unos pocos sobrevivientes volvieron a su viejo hogar en Chortitza. A día de hoy el lugar está habitado mayoritariamente por ucranianos y rusos. Unos pocos descendientes de menonitas, que tenían algún familiar o cónyuge ruso, aún viven allí. En Kazajistán, los menonitas se reunieron en ciudades industriales como Karagandá.
A finales de la década de 1980 los menonitas de la Unión Soviética empezaron a emigrar a Alemania, donde se encuentran la mayoría de los descendientes de la colonia.